# یاروسلاو پوپویچ
یاروسلاو پوپویچ (اوکراینی: Ярослав Попович؛ زادهٔ ۴ ژانویهٔ ۱۹۸۰) دوچرخه‌سوار اهل اوکراین است.
از باشگاه‌هایی که در آن بازی کرده‌است می‌توان به لاندباوکردیت–کولناخو، تیم ریدیوشک، تیم لوتو–سودال، تیم دوچرخه‌سواری یو.اس. پوستال سرویس، تیم ترک-سگافردو، و تیم آستانه اشاره کرد.
وی در مسابقات کشوری و بین‌المللی در مجموع برندهٔ ۱ مدال طلا، ۱ مدال نقره شده‌است.

## حرفه
وی همچنین از ههههه بوده است. 